# Qi (stat)
Qi (齐国, Qíguó) var en historisk stat i Kina under Zhoudynastin och existerade från år 1100-talet f.Kr. till 221 f.Kr.. Qis territorium var norra delen av dagens Shandong och expanderade senare år söder och väster.
Riket styrdes ursprungligen av familjen Jiang (姜), men i början av 300-talet f.Kr. tog familjen Tian (田) över makten.
År 221 f.Kr. under tiden för De stridande staterna var Qi den sista staten att erövras av Qin under Qins föreningskrig som därefter bildade Qindynastin.
På 700-talet f.Kr. började Qi bygga en försvarsmur vid landets södra gräns. Denna mur är tillsammans med den mur som Chu byggde de äldsta kända av Kinas längre försvarsmurar. Ingen av dessa två murar ingick dock i den sträckning som senare blev känd som Kinesiska muren.